# Max Goldstein
Max Goldstein (n. 1898, Bârlad, Tutova, România – d. 1924, Telega, Prahova, România) a fost un militant comunist și anarhist român de origine evreiască, care a comis acte de terorism în numele ideologiei stângii radicale.

## Biografie
Născut la Bârlad, el s-a mutat mai apoi la București, unde a devenit simpatizant al comunismului. Condamnat la 10 ani de închisoare, el a reușit să evadeze și să se refugieze la Odessa (atunci parte a Rusiei Imperiale), de unde s-a întors cu bani și instrucțiuni noi. Își pierde o mână, probabil în timpul unor experimente cu explozivi. Și-a pus ca proteză un cârlig. Polițiștii îi ziceau lui Goldstein „omul cu cârlig”. 
În noiembrie 1920, Goldstein încearcă să-l asasineze pe Constantin Argetoianu, ministru al afacerilor interne, cel mai înverșunat politician anticomunist din acea perioadă. Tentativa a eșuat, din cauză că bomba plasată sub vagonul ministerial în care se afla Argetoianu a distrus numai jumătatea neocupată de călători.
La 8 decembrie 1920, Goldstein, Saul Osias și Leon Lichtblau, au organizat un alt atac terorist cu bombă, ținta grupării fiind senatorul Octavian Goga. Dispozitivul exploziv artizanal plasat în sala Senatului României i-a ucis pe Ministrul Justiție, Dimitrie Greceanu, decedat la spital, și pe senatorii Demetriu Radu (episcop greco-catolic de Oradea Mare, ucis pe loc) și Spirea Gheorghiu (decedat la spital). În urma atentatului au fost și răniți printre care președintele Senatului, Constantin Coandă.  Goldstein era șeful unui grup anarhist-terorist format din evrei comuniști (Vezi Totalitarism de Dreapta în România, origini și manifestări 1919-1927, Institutul Național Pentru Studierea Totalitarismului București 1996, pag. 150, și Istoria României în Date de Dinu C. Giurescu Editura Enciclopedică București 2007, pag. 365.)
Se bănuia că grupul lor nu a acționat singur, ci i-a avut drept complici și pe alții, ca Alecu Constantinescu, conducătorul grupului de extremă stângă a Partidului Socialist din România, care în 1921 s-a desprins din acesta și a format Partidul Comunist din România (cu numele provizoriu de Partidul Socialist Comunist).
Atentatul a dus la condamnarea comuniștilor în Procesul din Dealul Spirii și la interzicerea Partidului Comunist. Conducătorul partidului comunist, Gheorghe Cristescu „Plăpumaru” a respins orice acuzație de conspirație, iar implicarea partidului este încă nedemonstrată. Directivele Cominternului recomandau acțiuni violente, dar nu e sigură implicarea acestuia în atentat. În mărturia sa de la proces, Cristescu a susținut că acțiunile lui Goldstein erau mai degrabă inspirate de anarhism.
În octombrie 1921, Goldstein a fost arestat în timp ce încerca să intre clandestin în România venind de la Ruse (Bulgaria). La 28 iunie 1922 Max Goldstein a fost condamnat la muncă forțată pe viață pentru aruncarea bombei la senat și pentru uciderea a două persoane și rănirea altora. Ceilalți inculpați au fost condamnați la pedepse între o lună și 10 ani de muncă forțată. Sentințele au fost pronunțate după 125 de ședințe. 

### Sfârșitul vieții
- Max Goldstein a murit în 1924 de pneumonie în închisoarea Doftana.[4]